# Ebringen
Ebringen è un comune tedesco di 2 720 abitanti, situato nel land del Baden-Württemberg.

## Geografia
Ebringen si trova a circa 5 km a sud di Friburgo presso lo Schoenberg e appartiene all'area metropolitana di Friburgo. C'è anche un villaggio chiamato Ebringen vicino al Lago di Costanza , parte del comune Gottmadingen e un villaggio Ebring (tedesco: Ebringen), parte del comune Tenteling in Lorena, Francia, che a volte sono confusi soprattutto dai genealogisti.